# فاطمه کشانی
فاطمه کشانی عضو تیم ملی کانوپولو در مسابقات قهرمانی آسیا کره جنوبی ۲۰۰۷ بود. تیم ایران در این مسابقات به رده اول و مدال طلا دست یافت.